# Castell d'Useu
El Castell d'Useu és un castell de Baix Pallars (Pallars Sobirà) inclòs a l'Inventari del Patrimoni Arquitectònic de Catalunya.

## Descripció
Les restes de l'antic castell estan situades al cim del turó on s'assenta l'actual poble d'Useu. A la part septentrional del turó i resseguint el morro rocós que forma la part alta, es troba un gruixut mur o muralla que cap a ponent té adossada una torre de planta quadrada. Pel costat meridional s'han annexionat tota una sèrie d'edificacions sense cap mena d'interès, la major part actualment enrunades i que dificulten la ubicació dels murs de l'antiga fortificació. Dins el recinte que més o menys delimita la muralla existeix un altre petit recinte que constitueix la part més elevada, tancat per un altre mur. En els murs s'observen diferents tractaments degut a les múltiples modificacions que ha sofert el conjunt. Alguns paraments, o parts, han estat construïts amb carreus grans de bona factura, altres en canvi presenten un aparell petit i irregular. En el mur exterior i en la torre, s'obren petites espitlleres.

## Història
Sabem que en el 1788 el castell, encara que en runes, mostrava encara la seva fortalesa, per la descripció que en fa F. De Zamora.